# Gare d'Ivry-sur-Seine
La gare d'Ivry-sur-Seine est une gare ferroviaire française de la ligne de Paris-Austerlitz à Bordeaux-Saint-Jean, située sur le territoire de la commune d'Ivry-sur-Seine, dans le département du Val-de-Marne en région Île-de-France.
Elle est dénommée « gare du Chevaleret » lorsqu'elle est mise en service en 1900 par la Compagnie du chemin de fer de Paris à Orléans (PO) qui la renomme « gare d'Ivry-sur-Seine » en 1919.
C'est une gare de la Société nationale des chemins de fer français (SNCF) desservie par les trains du RER C.

## Situation ferroviaire
Établie à 37 mètres d'altitude, la gare d'Ivry-sur-Seine est située au point kilométrique (PK) 3,623 de la ligne de Paris-Austerlitz à Bordeaux-Saint-Jean entre les gares ouvertes de la Bibliothèque François Mitterrand et de Vitry-sur-Seine. En direction de Paris s'intercale la gare fermée du boulevard Masséna.

## Histoire

### Gare du Chevaleret (1900-1919)
Le ministre des Travaux publics et la Compagnie du chemin de fer de Paris à Orléans (PO) signent un traité, le 25 juin 1897, pour l'exploitation par la Compagnie d'un réseau de voies ferrées établies par l'État entre le port d'Ivry et la gare de Chevaleret, qui doit être bientôt construite entre les fortifications de Paris et la station de Vitry. Ces voies sont prévues pour du transport de marchandises, en provenance ou à destination du réseau de la Compagnie. Elles doivent desservir le port mais également des embranchement industriels ajoutés en fonction des besoins. Le 16 novembre 1899 la Compagnie d'Orléans annonce la mise en service des « voies reliant le port d'Ivry-sur-Seine et la gare du Chevaleret » pour le 20 de ce même mois.

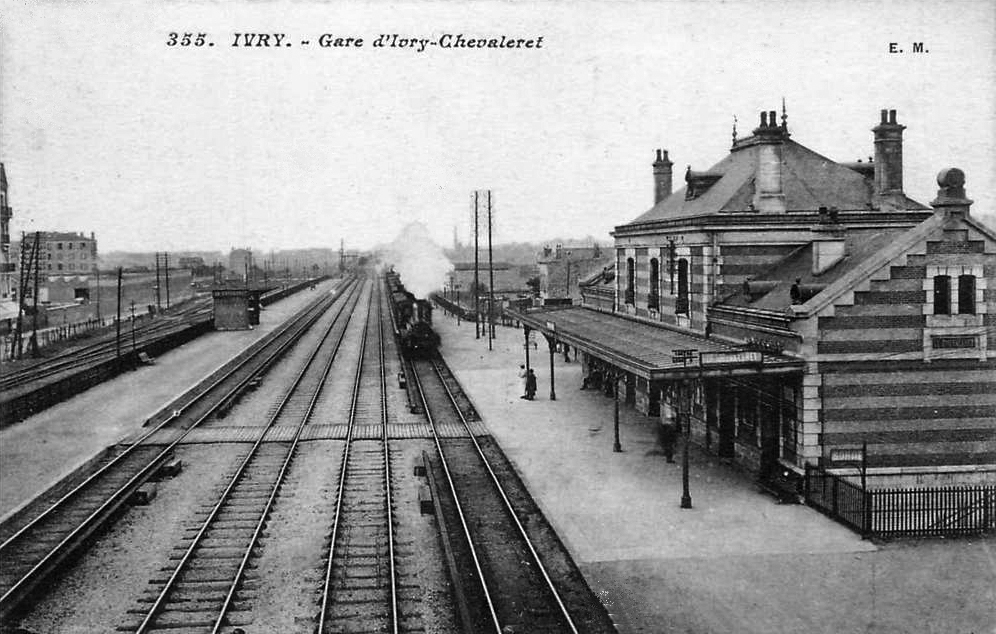
La gare au début des années 1900.

La gare du Chevaleret est mise en service le 8 juin 1900 par la Compagnie d'Orléans ; elle comprend une gare marchandises et une station pour les voyageurs.
Lors de la séance du 4 juillet 1900 du conseil général de la Seine, le conseil doit statuer sur une proposition tendant à ajouter le mot « Ivry » à la dénomination « gare du Chevaleret », à Ivry-sur-Seine, du fait d'un nom qui est « peu connu du public ». Le directeur des affaires départementales précise que l'administration s'est préoccupée de la question dès la création de la gare et que le préfet a écrit au ministre des Travaux publics pour qu'il invite la Compagnie à renommer la gare en « Ivry-Chevaleret ». Mais le ministre a confirmé le choix de la Compagnie qui argumente sur le fait qu'il existe déjà une gare dénommée Ivry à l'entrée de Paris et qu'utiliser deux fois ce nom serait la source de confusions au détriment du transit des marchandises. Néanmoins la proposition est adoptée par le conseil.
En 1919, la « gare du Chevaleret » est renommée « gare d'Ivry-sur-Seine » avec l'autorisation de Marcel Sembat, ministre des Travaux publics.

### Gare d'Ivry-sur-Seine (depuis 1919)
Durant la Seconde Guerre mondiale (1939-1945), deux agents de la SNCF sont tués : Louis Rousseau, chef mécanicien, et Pierre Guignois, sous-chef reconnaisseur (conseiller municipal de 1925 à 1940),. Une plaque à leur mémoire est apposée en gare.
Les travaux de rénovation de la gare, pour l'ouverture de la ligne C du RER, sont inaugurés le 18 décembre 2006,.
En 2022, selon les estimations de la SNCF, la fréquentation annuelle de la gare est de 4 107 947 voyageurs.

## Service des voyageurs

### Accueil
Gare SNCF du réseau de trains de banlieue Transilien, elle est ouverte tous les jours et dispose de guichets ouverts du lundi au samedi. Elle est équipée d'automates pour les achats de titres de transport Transilien et grandes lignes, et d'un système d'information en temps réel sur les horaires des trains. C'est une gare accessible aux personnes à mobilité réduite avec, notamment, un guichet adapté.

### Desserte
Ivry-sur-Seine est desservie par les trains de la ligne C du RER.
La desserte est assurée par des trains à destination de Pontoise vers le nord (C1, missions NORA) et en direction de Massy - Palaiseau au sud (C2, missions MONA). La fréquence est d'un quart d'heure dans les deux sens avec une mission sur deux limitée au nord à Montigny - Beauchamp (GOTA) et au sud à Pont de Rungis (ROMI).
Aux heures de pointe, la gare est également desservie par les trains DYVI/KYVI en direction ou provenance de Dourdan. Ces trains sont semi-directs entre Brétigny et Bibliothèque François-Mitterrand, et marquent les arrêts à Juvisy, Choisy-le-Roi et Ivry-sur-Seine.

Installations et desserte
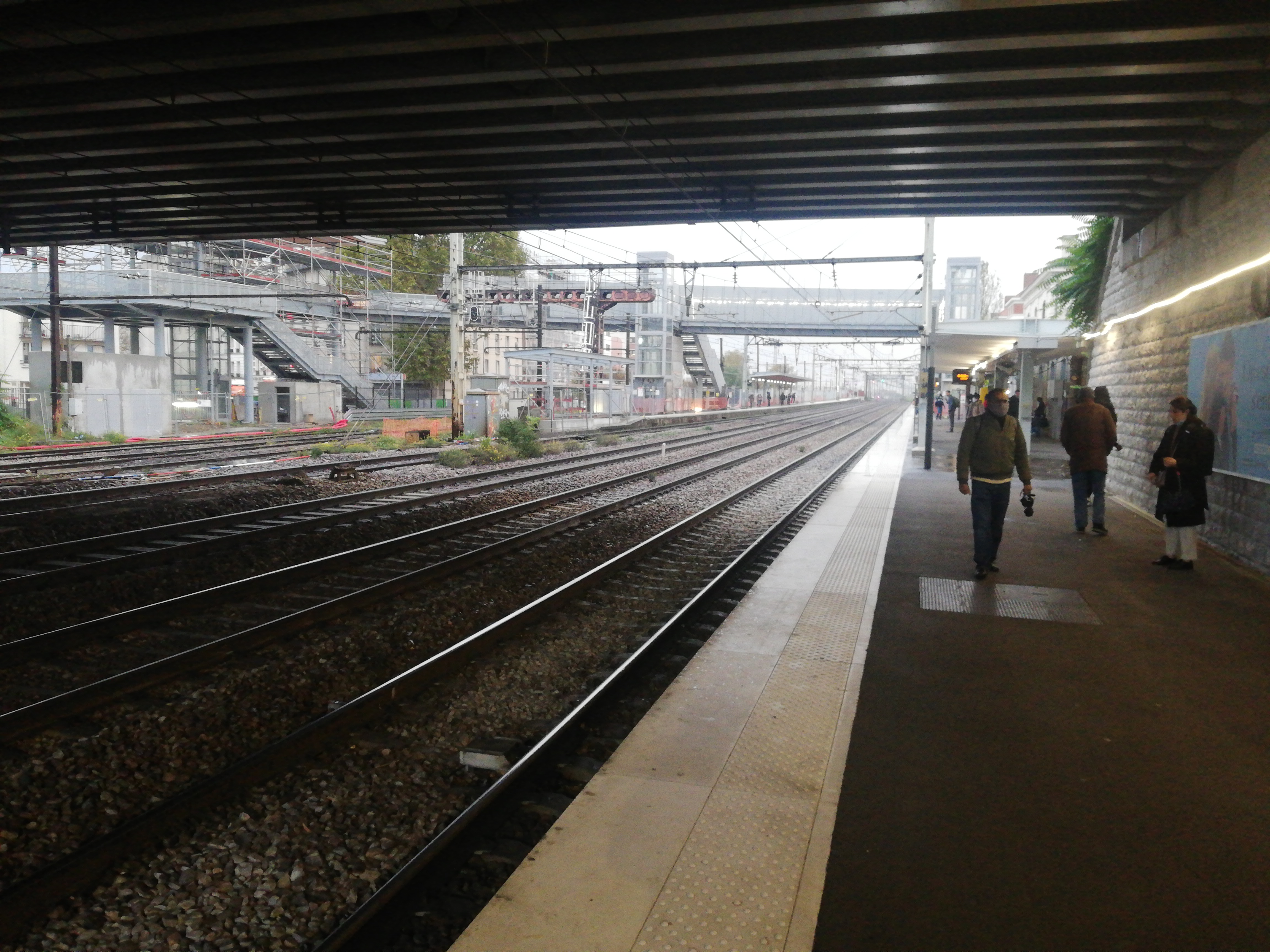
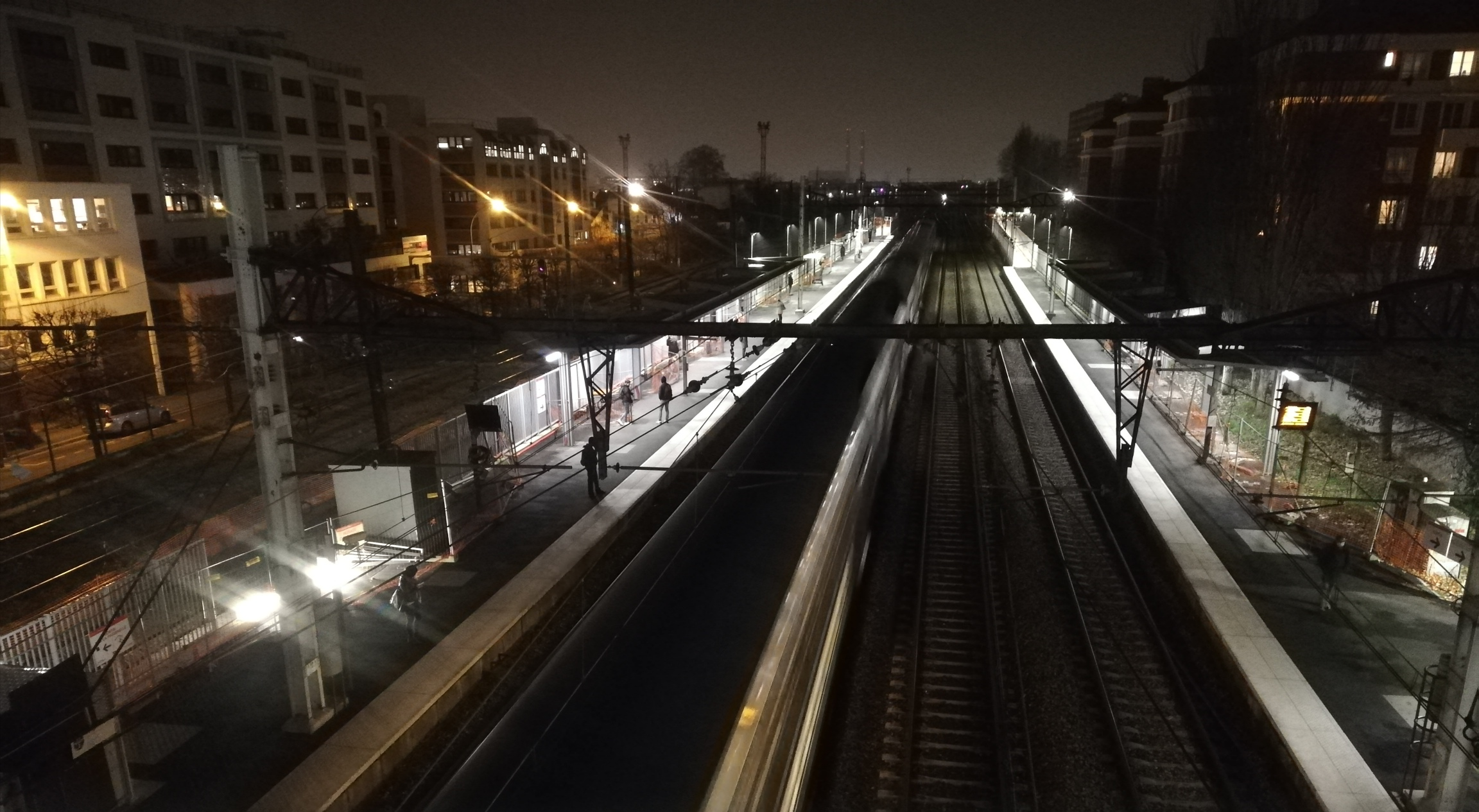
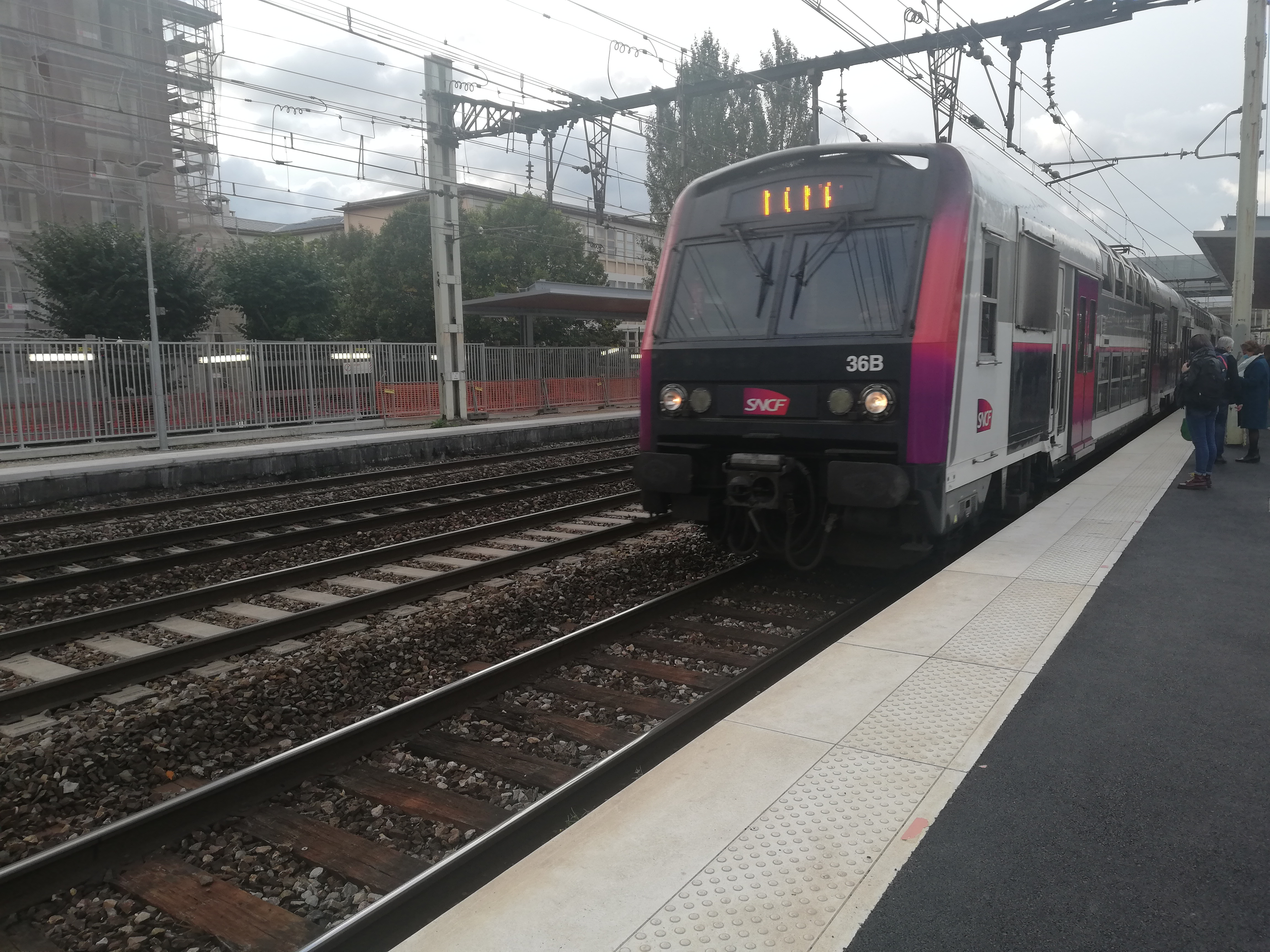

### Intermodalité
Un parc pour les vélos avec un abri sécurisé et un parking pour les véhicules y sont aménagés. Les deux sont accessibles par l'avenue Georges-Gosnat (route départementale 154).
Elle est desservie par les lignes 125,  323 et 325 (depuis l’arrêt Molière) du réseau de bus RATP et, la nuit, par la ligne N133 du réseau de bus Noctilien.
Une correspondance est possible avec la ligne 7 du métro de Paris à l'un de ses terminus, la station Mairie d'Ivry, à 650 mètres environ, en empruntant l'avenue Georges-Gosnat.

## Patrimoine ferroviaire
Le bâtiment voyageurs de la gare, est un bâtiment type de la Compagnie du PO. Il comprend un corps principal à étage, comportant trois ouvertures, encadré par deux ailes à deux ouvertures. À l'origine, il comporte des bandeaux blancs et rouge brique du fait d'une construction alternant de la pierre et de la brique, désormais recouverte d'enduit et de peinture. Sa toiture comporte un fronton horloge en façade et quatre pans. Il est inscrit à l'inventaire général du patrimoine culturel depuis 1996.

Le bâtiment voyageurs
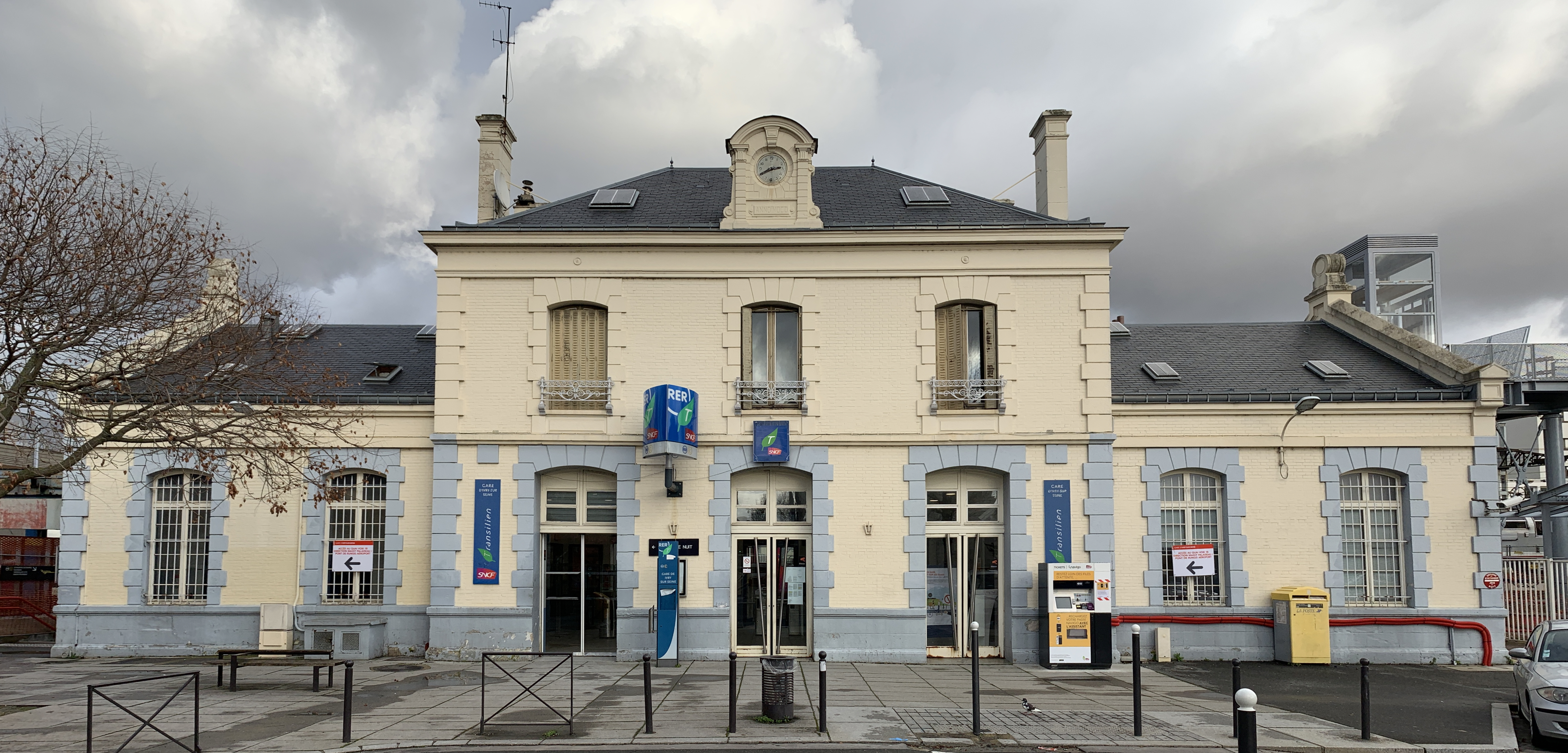
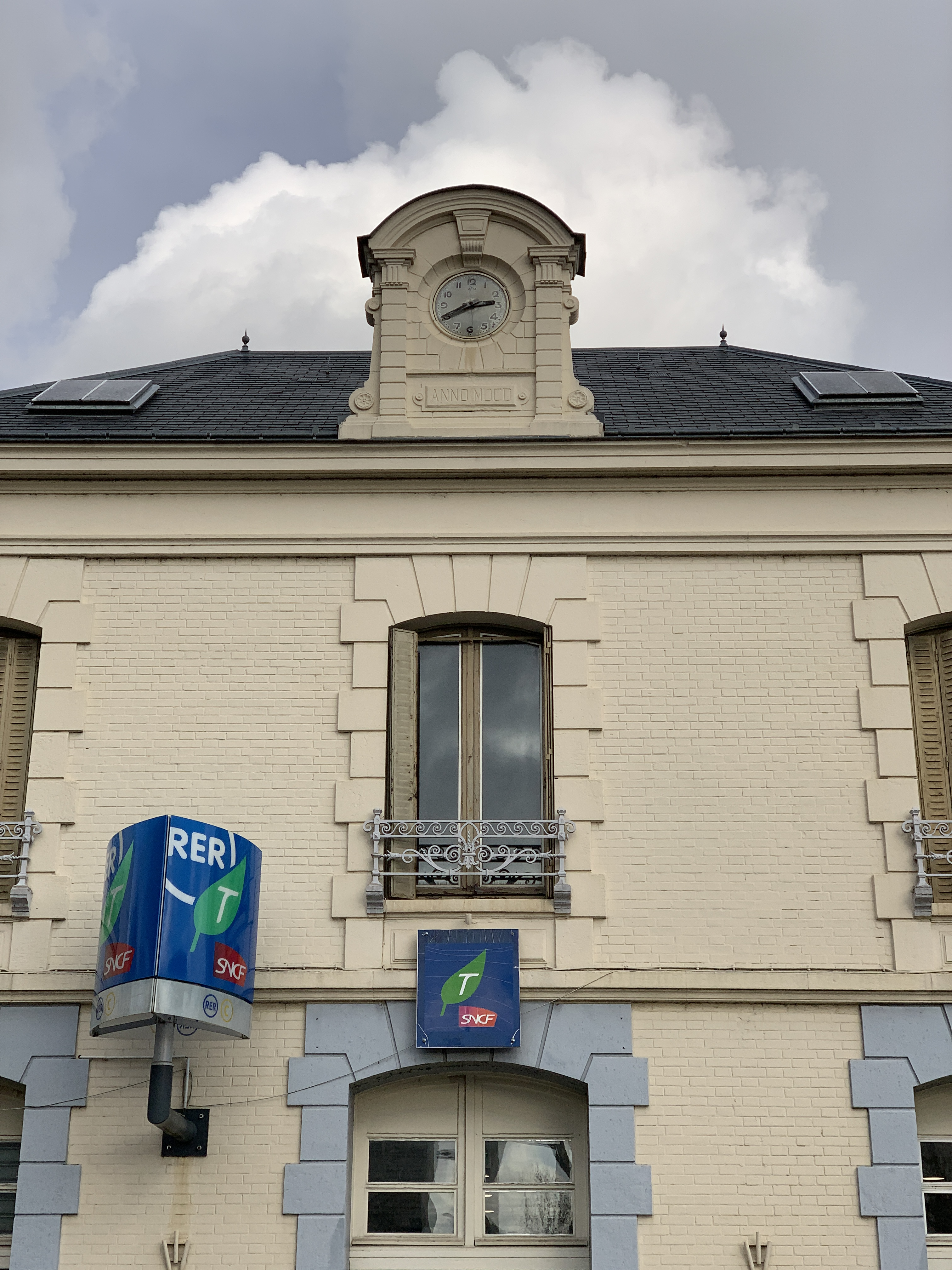
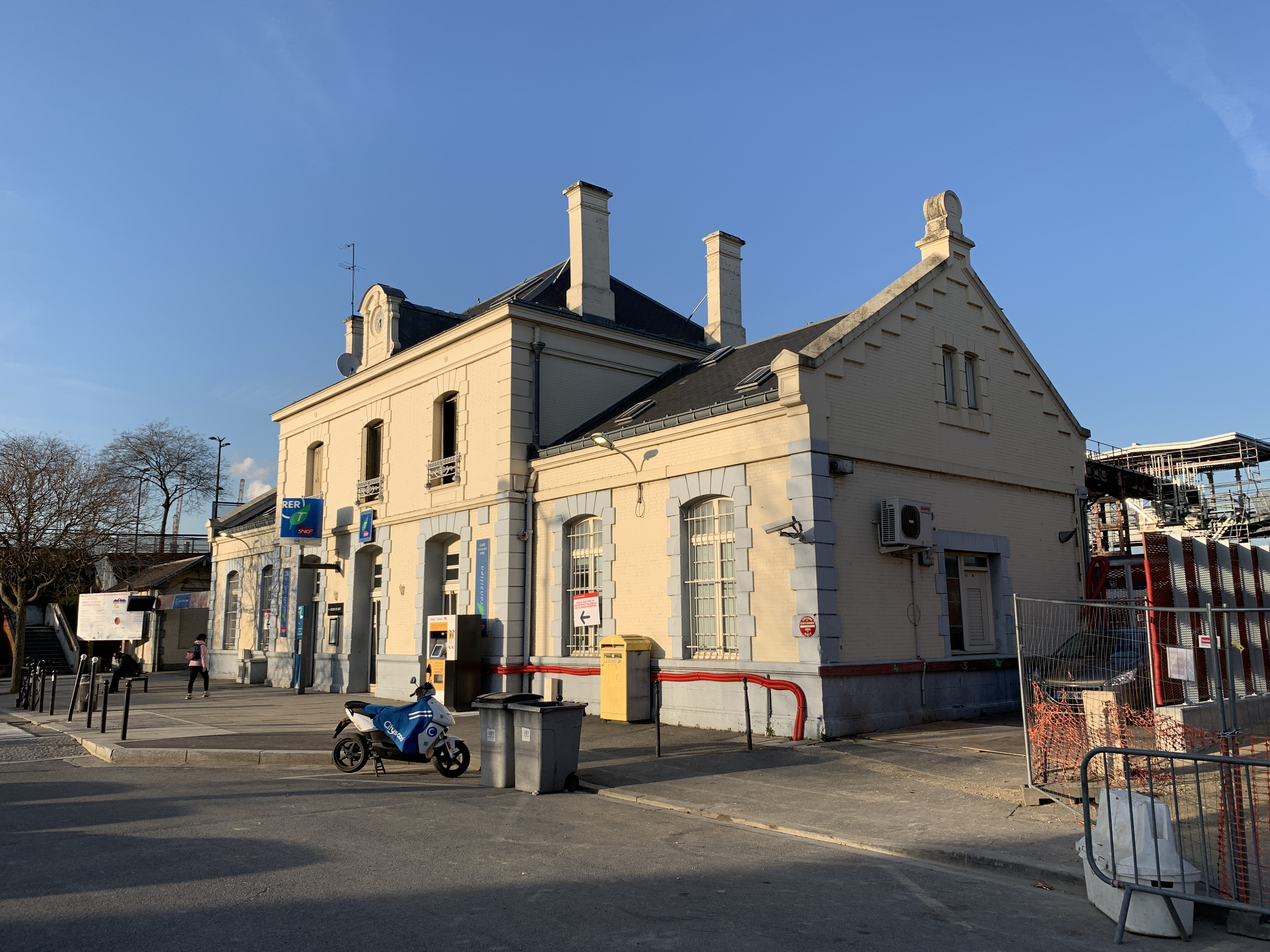